# Hornby (Lancashire)
Hornby – wieś w Anglii, w Lancashire. Leży 8,8 km od miasta Carnforth, 13 km od miasta Lancaster i 336,3 km od Londynu. W 2011 miejscowość liczyła 6859 mieszkańców. W 1881 roku civil parish liczyła 468 mieszkańców. Hornby jest wspomniana w Domesday Book (1086) jako Hornebi.